# بادني (زيتون)
زيتون بادني Bidni، الذي يشار إليه أيضًا باسم بيتني، هو سلالة زيتون من جزيرة مالطافي البحر الابيض المتوسط ضمن المناخ المتوسطي. الثمرة صغيرة الحجم ولونها «بنفسجي»،  وتشتهر بزيتها الفائقة وانخفاض الحموضة. ويعزى هذا الأخير بشكل عام إلى نوعية التربة القلوية الرديئة الموجودة في الجزر المالطية. باعتباره أحد أصناف الزيتون الأصلية، طور بادني تركيبة فريدة للحمض النووي،  ويُعتقد أنه من بين أقدم الأنواع في الجزيرة،  مما دفع السلطات المحلية إلى إعلان بعض هذه الأشجار القديمة على أنها «آثار وطنية»،  وباعتبارها ذات «أهمية أثرية»،  حالة لا تتمتع بها سوى عدد قليل من الأنواع الأخرى.

## التسمية
وفقًا لـلقاموس المالطي الإنجليزي"،  كلمة "بادني" مشتقة من كلمة "badan"، والتي تعني "سمين"، "قوي"، "ينمو شجاعًا". بادني ("صِبُّو"، زيتون)، هو "شجرة زيتون كبيرة تنتج زيتونًا صغيرًا جدًا". لذلك سميت الشجرة بادني لأنها "سمينه". يتناقض هذا مع العديد من المصادر على الإنترنت التي تشير إلى أن كلمة "بادني" نشأت من قرية بيديني [الإنجليزية] الريفية،  أو أن الكلمة تعني "أحدب" في اللغة المالطية.

## الصفات والخصائص
في منشور تاريخي بعنوان «زراعة وأمراض أشجار الفاكهة في الجزر المالطية»،  جون بورغ (1922)، أستاذ التاريخ الطبيعي، المشرف على الزراعة، ومؤسس مزرعة الحكومة التجريبية في جاميري، وصف بيتني كالآتي:

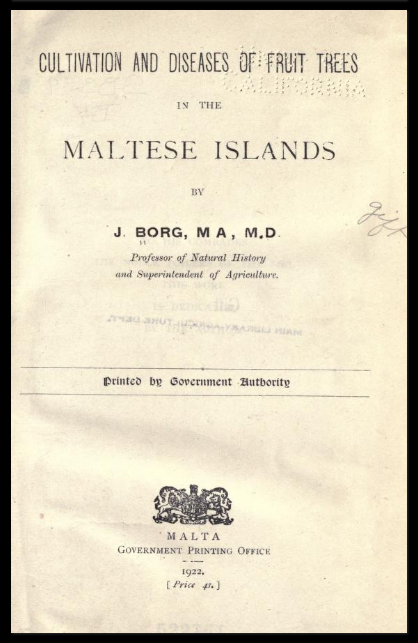
عمل بورج، نُشر عام 1922

الشجرة هي مزارع قوي وذات دستور قوي. الأوراق عريضة وقصيرة نوعًا ما، ذات لون أخضر لامع على السطح العلوي. الثمرة صغيرة جدًا، شبه بيضاوية، مع حجر صغير نسبيًا، وتتحول إلى البنفسجي الداكن اللامع الجميل عند النضج، والذي يحدث قرب نهاية أكتوبر أو أوائل نوفمبر. إنه غني جدًا بالزيت ذي الجودة الممتازة، لكن الثمار على الرغم من صغر حجمها غالبًا ما تكون مخللة أو مملحة ولها نكهة غنية خالية من المرارة. يتم إنتاج الفاكهة في مجموعات، ويكون الإنتاج مذهلاً في بعض الأحيان، حيث تصبح الشجرة سوداء بالمعنى الحرفي للكلمة مع الفاكهة. الشجرة وثمارها مقاومان للغاية للأمراض، كما أن الثمرة تقدم أيضًا ميزة أنها لا تتعرض للهجوم من قبل ذبابة الزيتون Dacus Oleae وبالتالي يُسمح لها دائمًا بالنضوج على الشجرة. هذا هو الصنف الذي يبدو أنه الأنسب للمزارع الكبيرة بهدف إنتاج الزيت. جون بورغ
بعد عقود، لا تزال صفات بادني المقاومة للأمراض تحير العلماء. وصفت صحيفة زيت الزيتون Olive Oil Times بأنها «صنف محلي غريب»،  المستويات العالية من البوليفينول في بادني،  وخاصة الأوليوروبين،  وهو مضاد حيوي طبيعي تنتجه الشجرة لحماية ثمارها وأوراقها، تكون وراء هذه الخاصية الرائعة. يوصف زيت البتني بأنه «حار» و «فلفلي»، وهي خاصية تميزه عن الزيوت الأخرى. بمجرد اكتمال التأسيس، يتم إنتاج الفاكهة بوفرة تصل إلى 60 كجم لكل شجرة.

## الحماية الوطنية

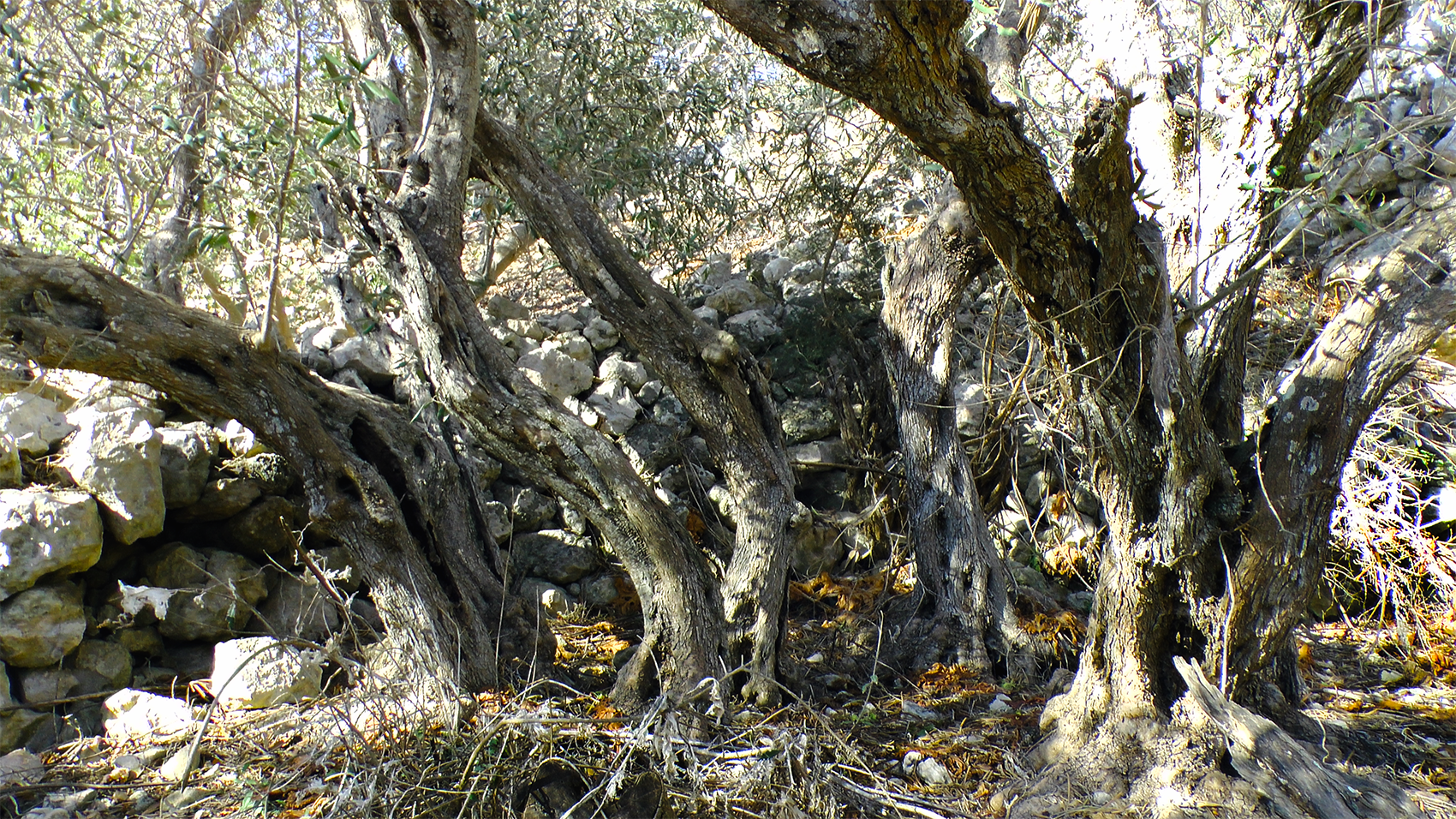
شجرة زيتون بادني قديمة

تم تأكيد آثار أشجار زيتون بادني القديمة في مالطا من خلال التأريخ الكربوني. على الرغم من التنازع على التواريخ الدقيقة، حيث أشار البعض إلى أن الأشجار نشأت خلال منتصف فترة العصور الوسطى المتأخرة،  جادل آخرون بأن بعض أشجار الزيتون هذه تعود إلى القرن الأول الميلادي  تمت حماية أشجار زيتون بادني الواقعة أسفل المنطقة المعروفة باسم جبل جواوشة منذ عام 1933،  وهي مدرجة أيضًا في قاعدة بيانات اليونسكو لقوانين التراث الثقافي الوطني. في عام 2011، بعد الاعتراف بقيمتها التاريخية والمناظر الطبيعية، واعترافاً بحقيقة أن «20 شجرة فقط بقيت من 40 في بداية القرن العشرين»،  أعلنت السلطات المحلية هذا الموقع كمنطقة محمية بالأشجار Tree Protected Area،  بموجب أحكام لائحة صادرة في 2018. في عام 2021، تم تكليف مؤسستين محليين بصيانة وحماية أحد بساتين الزيتون الواقعة في بدنيجة. لا تزال أشجار زيتون بادني المحمية للغاية، والتي يتراوح ارتفاع بعضها بين 5-8 أمتار، تؤتي ثمارها، وغالبًا ما يحظى بالتبجيل من قبل الزوار. يمكن العثور على أشجار زيتون أخرى في المنطقة المجاورة في الأراضي الخاصة بقلعة قنّطة في الوردية.
نظرًا لأن حكومة مالطا قد اعترفت بأن شجرة الزيتون تشكل جزءًا لا يتجزأ من المناظر الطبيعية التقليدية، فإن التقليم الشديد والقطع والاقتلاع لأشجار الزيتون، بما في ذلك أشجار صنف بادني، يخضع لتصريح من السلطات المختصة.
على الرغم من أن زيتون بادني ليس له صفة حماية المنشأ [الإنجليزية]، إلا أن هناك عددًا من المبادرات، والتي تشمل دراسات حول تركيبته الجينية،  للحصول على هذه الشهادة. بصرف النظر عن الحماية القانونية لاسمها، يتم استخدام حالة الأصالة هذه عادةً من قبل متخصصي التسويق لاكتساب ميزة تنافسية في كل من الأسواق الأوروبية والدولية.

## تطوير واحياء الاشجار
في يناير 2006، تم إطلاق مشروع إحياء الزيتون المالطي الأصلي (PRIMO). بصرف النظر عن إحياء الأصناف المحلية، مثل بادني، كان أحد أهداف هذا المشروع هو زيادة مستويات الإنتاج بشكل كبير في محاولة للحصول على وضع حماية المنشأ [الإنجليزية] المرغوب. كنتيجة مباشرة لـمشروع مشروع إحياء الزيتون المالطي الأصلي، تم تطعيم وزراعة حوالي 30.000 شجرة زيتون بادني، مما وضع الأساس اللازم لإنشاء صناعة متخصصة. المنهجية وراء هذه العملية تتكون من عدة خطوات. بعد جمع أوراق الزيتون من بستان بادني القديم للزيتون في منطقة بيدنيا [الإنجليزية]، تم زرعها بعد ذلك في مزرعة حكومة مالطا التجريبية في جاميري وتركها لتنبت لاستخدامها كأصل جذر. بمجرد أن أصبحت الجذور قابلة للحياة، تم أخذ قصاصات من أشجار زيتون بادني التي يبلغ عمرها آلاف السنين وتطعيمها بعناية في جذورها. تتواصل جهود زراعة المزيد من أشجار زيتون بدني.

## فن الطهو

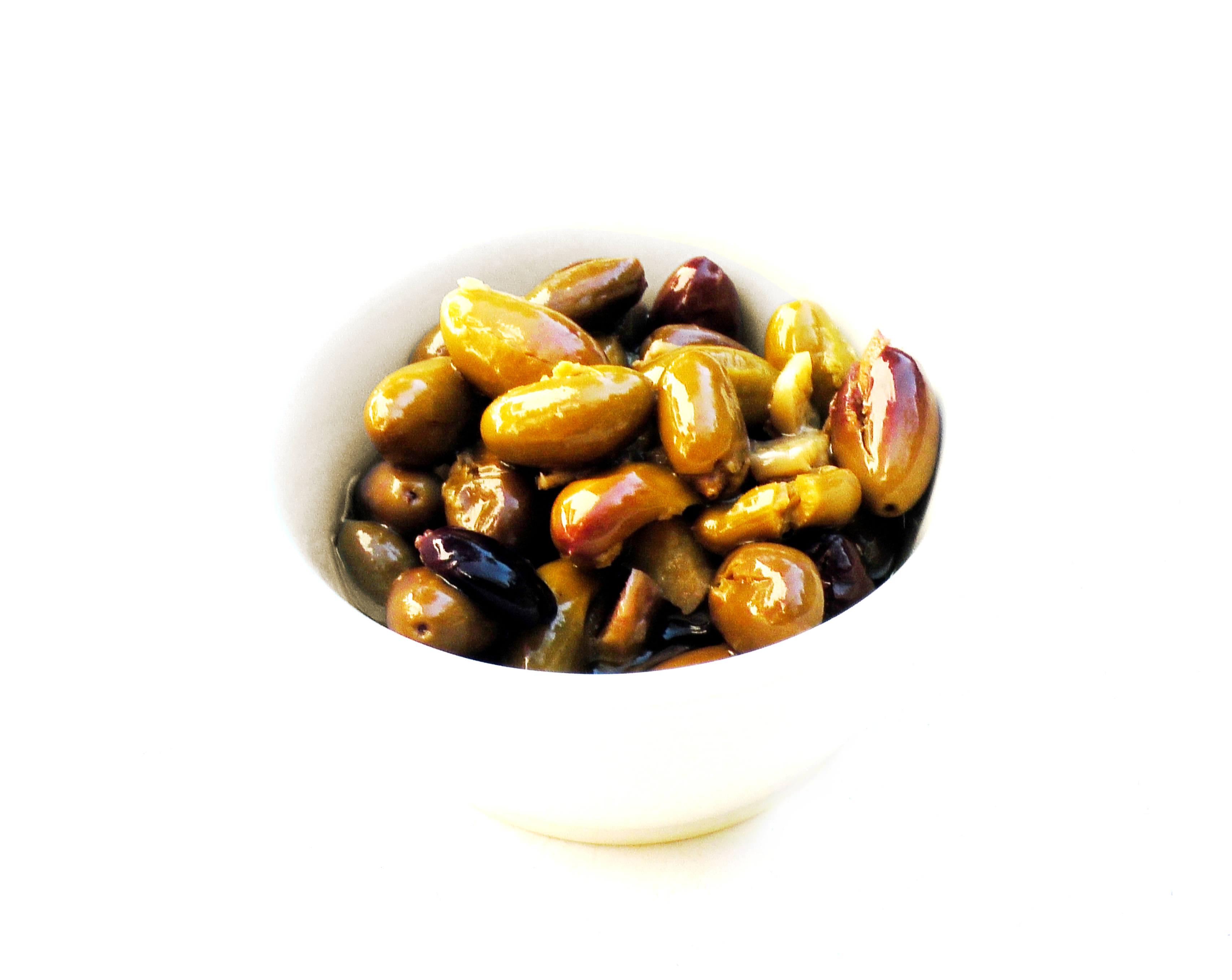
زيتون بادني مطحون بزيت الزيتون البكر الممتاز المنقوع بالثوم

يستخدم المالطيون زيت الزيتون بسخاء. في عام 2012، احتلت المرتبة الثامنة في العالم من حيث استهلاك الفرد من زيت الزيتون. مع معدات معالجة زيت الزيتون التي يعود تاريخها إلى الإمبراطورية الرومانية، وربما حتى قبل هذه الفترة،  أصبح استهلاك الزيت منذ ذلك الحين جزءًا لا يتجزأ من النظام الغذائي المالطي. ففي عام 1804، أشار الكاتب الفرنسي لويس دي بواسيلين إلى أن «فص ثوم، أو بصل، وأنشوفة سمك مغموسة في الزيت، وسمك مملح»، كان «النظام الغذائي المعتاد» للمالطيين. في الوقت الحاضر، لا يزال استخدام الزيت في المطبخ المالطي سائدًا. إن الوجبة الخفيفة المالطية الشهيرة «خبز بالزيت ħobż biż-żejt»، والتي تُترجم حرفياً إلى «خبز بالزيت»، هي شهادة على ذلك.
على الرغم من أن زيت بادني معروف في الغالب بزيته المتفوق،  يمكن أيضًا الاستمتاع بالفاكهة الصغيرة كزيتون مائدة. إحدى الطرق الشائعة هي سحق زيتون بادني بزيت الزيتون البكر الممتاز المنقوع بالثوم، ثم تناوله مع الخبز المالطي. طريقة أخرى هي قلي زيتون بادني برفق بعد حفظه في محلول ملحي، ثم تقديمه مع الأعشاب الموسمية مثل البقدونس أو النعناع. كما تم استخدام أوراق شجرة بادني في صنع الشاي الذي يعتقد أنه يخفض ضغط الدم المرتفع. هذا العلاج القديم «لا يزال يستخدم في المجتمعات الريفية في مالطا».